# 施瓦茨錫彭河
51°9′24.57″N 8°25′52.32″E / 51.1568250°N 8.4312000°E
施瓦茨錫彭河（德語：Schwarzes Siepen），是德國的河流，位於該國西部，處於北萊茵-威斯特法倫州，屬於萊內河的右支流，河道全長5.1公里，流域面積6.2平方公里。